# 希俄斯 (城镇)
希俄斯（希臘語：Χίος）是希腊东部北爱琴大区希俄斯专区希俄斯岛上的首要城镇。原为一个单独的市镇，2011年地方政府改革后成为希俄斯市镇的一部分，并成为新市镇的一个市区。希俄斯市区的面积为22.823平方公里。该镇位于岛屿的东岸，面对土耳其的切什梅。2011年城镇人口数量为26,850人。该镇是所属专区及所属市镇的行政中心。希俄斯城镇是同名市镇的八个市区之一。
本地人通常称该镇为“霍拉”（Χώρα，意为“城镇”）或“卡斯特罗”（Κάστρο，意为“城堡”），以便区分于同名的整个岛屿。
该镇历史悠久，但在1881年该地发生了一次里氏7.3级的地震，许多古迹被毁。现该市有众多博物馆。